# Curtara tapirapa
Curtara tapirapa är en insektsart som beskrevs av Delong 1979. Curtara tapirapa ingår i släktet Curtara och familjen dvärgstritar. Inga underarter finns listade i Catalogue of Life.